# أنطونيو غوستو ألكبر
أنطونيو غوستو ألكبر (بالإنجليزية: Antonio Justo Alcibar)‏ (30 ديسمبر 1944 في قرطبة في الأرجنتين – )؛ هو لاعب كرة قدم أرجنتيني سابق لعب في الخط الهجومي.